# Уэст Четвёртая улица — Вашингтон-сквер (Нью-Йоркское метро)
| Верхний ярус          |   |   |   |   |   |   |       |
| C · E · A · A · C · E |   |   |   |   |   |   |       |
| C · E                 | · | · | A | A | · | · | C · E |

| C · E | · | · | A | A | · | · | C · E |

| Нижний ярус                               |   |   |       |       |   |   |             |
| F · <F> · M · B · D · B · D · F · <F> · M |   |   |       |       |   |   |             |
| F · <F> · M                               | · | · | B · D | B · D | · | · | F · <F> · M |

| F · <F> · M | · | · | B · D | B · D | · | · | F · <F> · M |

| Верхний ярус          |   |   |   |   |   |   |       |
| C · E · A · A · C · E |   |   |   |   |   |   |       |
| C · E                 | · | · | A | A | · | · | C · E |

| C · E | · | · | A | A | · | · | C · E |

| Нижний ярус                               |   |   |       |       |   |   |             |
| F · <F> · M · B · D · B · D · F · <F> · M |   |   |       |       |   |   |             |
| F · <F> · M                               | · | · | B · D | B · D | · | · | F · <F> · M |

| F · <F> · M | · | · | B · D | B · D | · | · | F · <F> · M |

«Уэст Четвёртая улица — Вашингтон-сквер» (англ. West Fourth Street–Washington Square) — станция Нью-Йоркского метрополитена, расположенная на линиях Шестой авеню, Ай-эн-ди, и Восьмой авеню, Ай-эн-ди. Находится в Манхэттене на пересечении 4-й улицы и 6-й авеню. На станции останавливаются маршруты: A (круглосуточно), B (в будни днём и вечером до 23:00), C (круглосуточно, кроме ночи), D (круглосуточно), E (круглосуточно), F (круглосуточно), <F> (в часы пик в пиковом направлении) и M (в будни днём и вечером). Через верхний уровень станции проходят поезда маршрутов A, C и E, а через нижний — маршрутов B, D, F, <F> и M. Экспресс-пути верхнего уровня используются маршрутом A (круглосуточно, кроме ночи). Локальные пути верхнего уровня используются маршрутами: A (ночью), C (круглосуточно, кроме ночи) и E (круглосуточно). Экспресс-пути нижнего уровня используются маршрутами B (в будни днём и вечером до 23:00) и D (круглосуточно). Локальные пути нижнего уровня используются маршрутами: F (круглосуточно), <F> (в часы пик в пиковом направлении) и M (в будни днём и вечером). Экспресс-пути используются маршрутами: A (круглосуточно, кроме ночи), B (в будни днём и вечером до 23:00) и D (круглосуточно). Локальные пути используются маршрутами: A (ночью), C (круглосуточно, кроме ночи), E (круглосуточно), F (круглосуточно), <F> (в часы пик в пиковом направлении) и M (в будни днём и вечером).

## История создания
West Fourth Street (англ. West Fourth Street) была открыта 10 сентября 1932 года в рамках первой линии независимой компании IND на линии Восьмой авеню от Чеймберс-стрит до Инвуд — 207-й улицы. В то время использовался только верхний уровень. Нижний уровень был подключён к новой линии Шестой авеню в декабре 1940 года. На нижнем уровне сначала были проложены только локальные пути, экспресс-пути проложены несколько позже. Их ввели в постоянную эксплуатацию только в 1968 году, когда было открыто новое подключение Кристи-стрит и количество маршрутов увеличилось. До этого времени экспресс-пути использовались как оборотные тупики для заканчивающихся здесь маршрутов.
Станция была названа West Fourth Street. Приставка West была добавлена для того, чтобы избежать путаницы со станцией South Fourth Street в Бруклине, которая тогда только проектировалась, но так и не была построена. Позже к названию была добавлена вторая часть: Washington Square.

## Станция сегодня
West Fourth Street (англ. West Fourth Street) была построена как главный пересадочный пункт IND между двумя её линиями. Эту станцию можно считать «сердцем» этой компании. Станция двухуровневая. IND Eighth Avenue Line занимает верхний уровень станции, а IND Sixth Avenue Line, соответственно, нижний. Оба уровня очень похожи друг на друга — есть четыре пути, и две островные прямые платформы: экспресс-пути используют маршруты A (кроме ночи), B и D, а локальные — A (только ночью), C, E, F и M. Такая конфигурация платформ обеспечивает кросс-платформенную пересадку между локальными и экспресс-поездами одного направления.
Станция имеет два выхода, которые находятся в её противоположных концах. Они приводят к 3-й улице на юге и к Вейверли-плейс на севере. В ходе недавнего капитального ремонта были поставлены лифты для пассажиров с ограниченными возможностями. К югу от станции имеется съезд между локальными путями обеих линий — как с IND Eighth Avenue Line на IND Sixth Avenue Line, так и наоборот. Это соединение используется только в экстренных ситуациях, так, после пожара на Chambers Street поезда A стали следовать именно по нему.

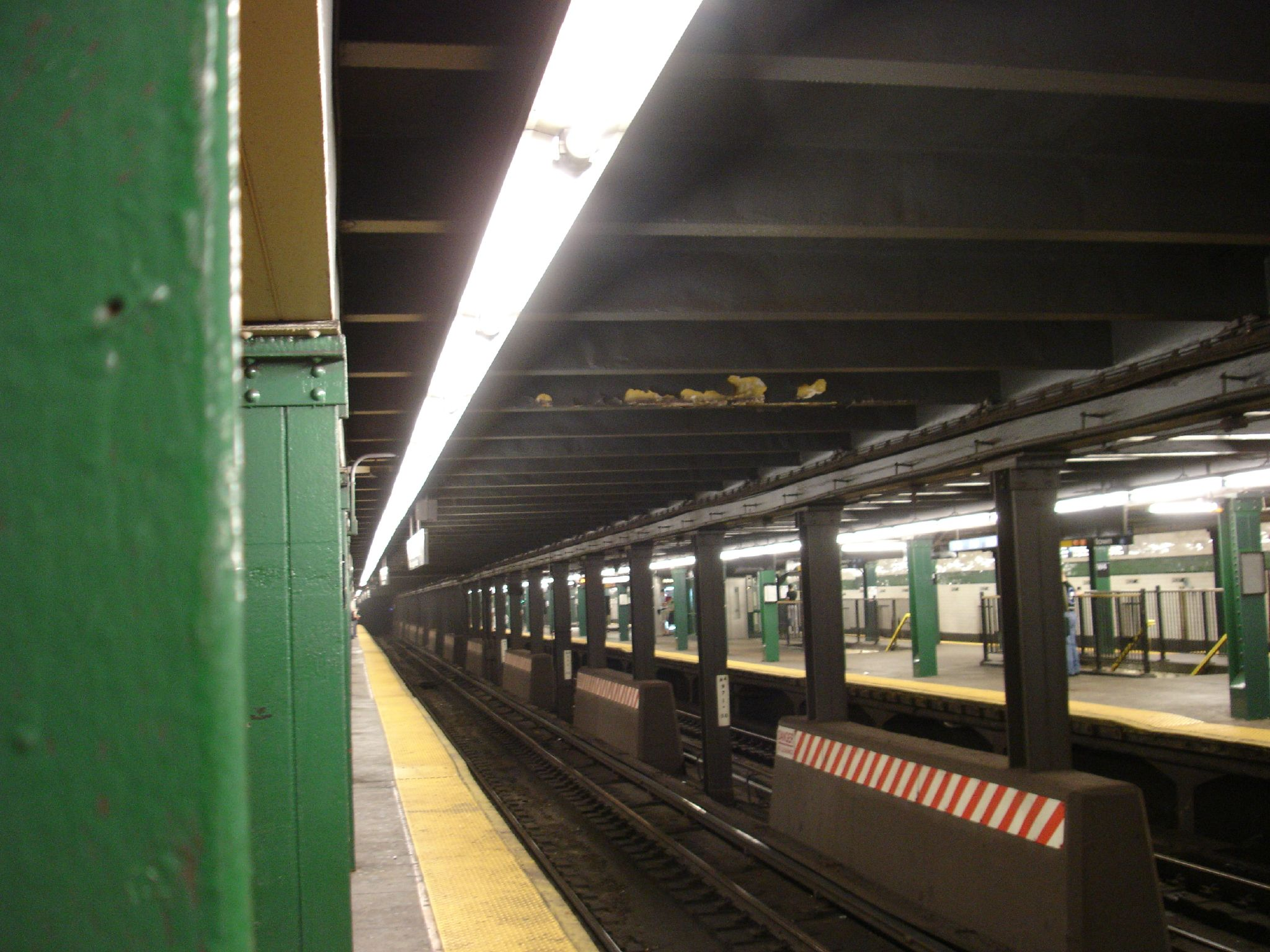
Платформы верхнего уровня
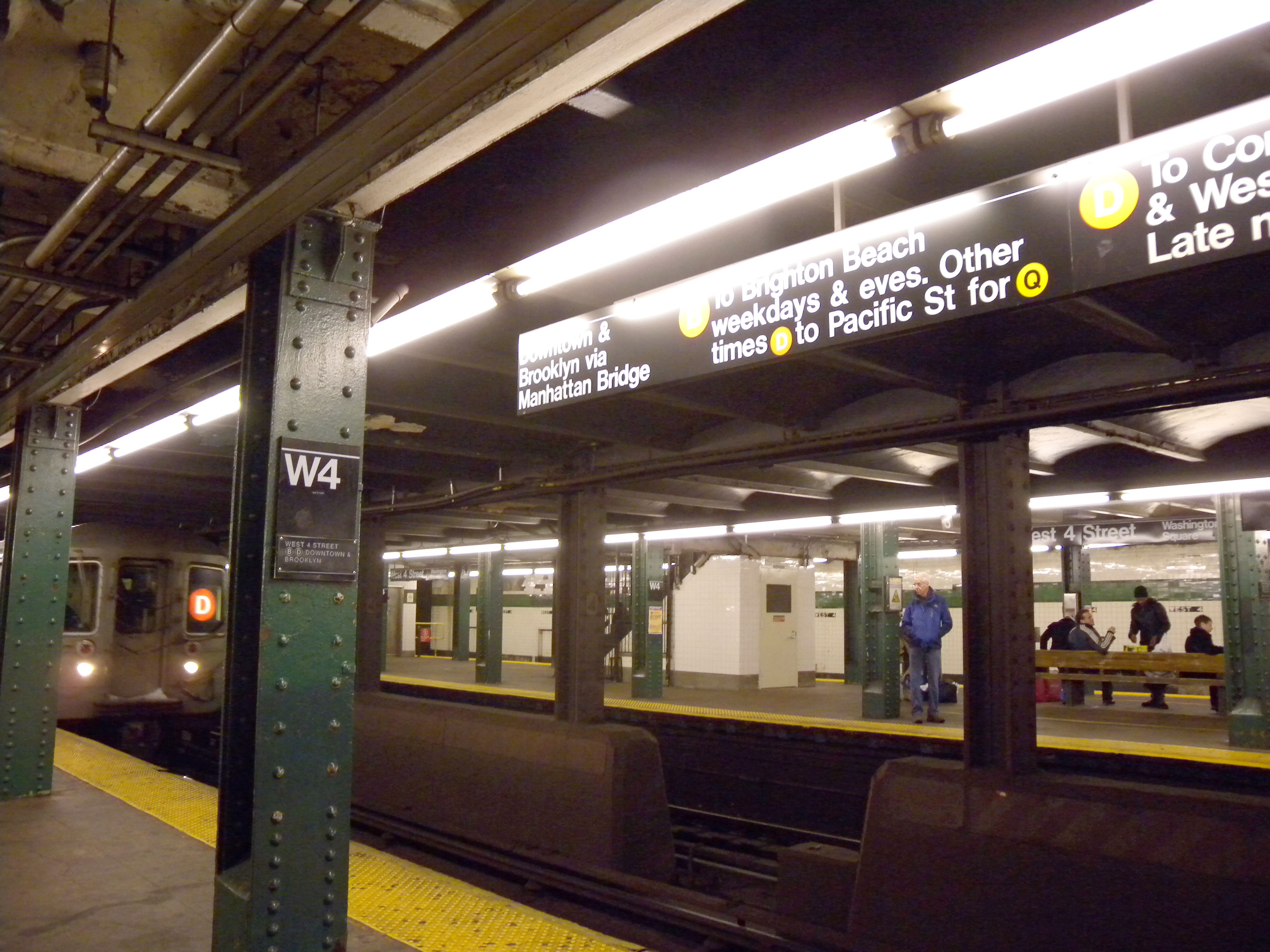
Платформы нижнего уровня, на заднем плане поезд D отъезжает со станции
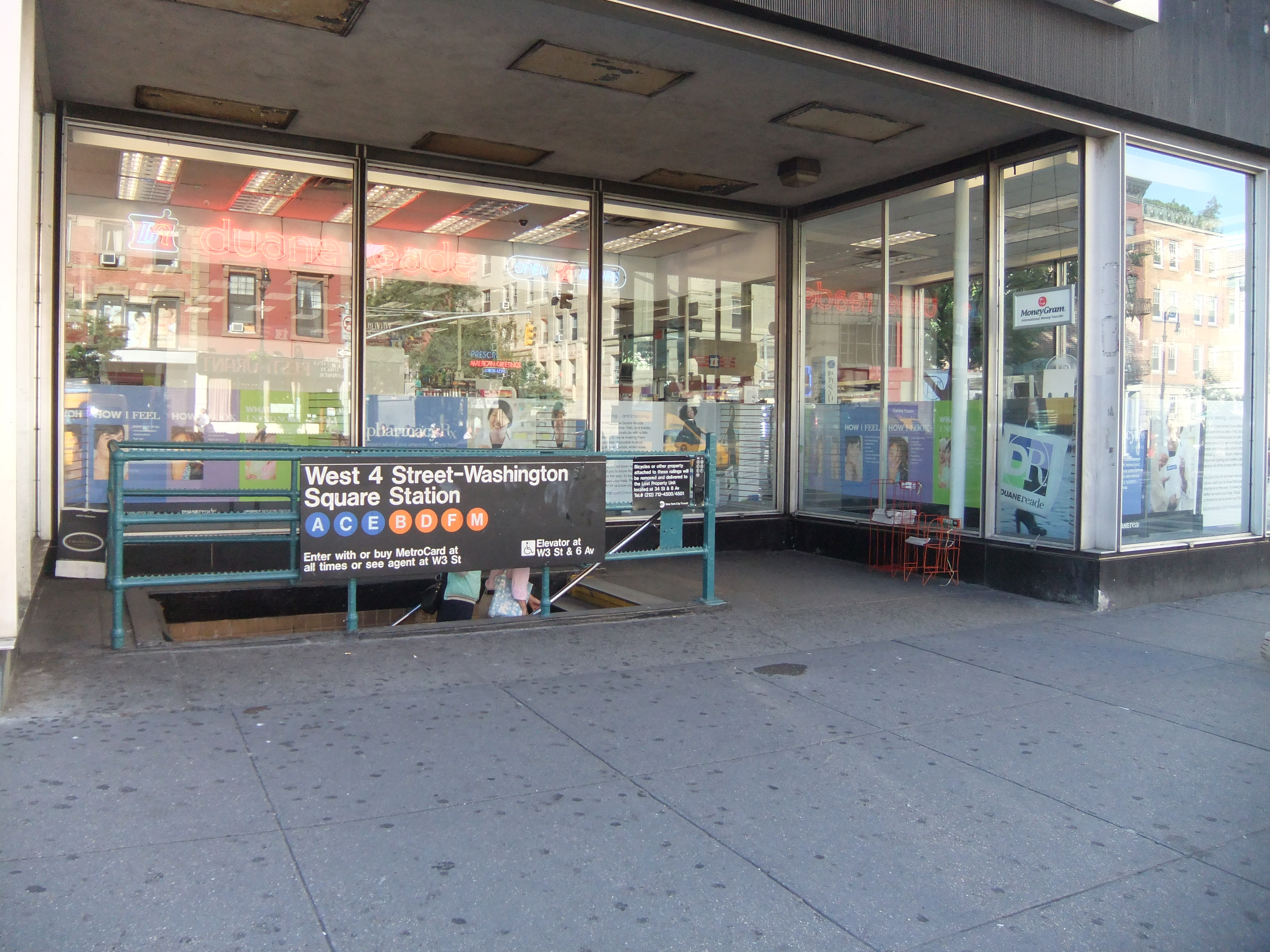
Вход на станцию